# Aksel Møllers Have (métro de Copenhague)
Aksel Møllers Have est une station de la ligne 3 du métro de Copenhague située sur la commune de Frederiksberg.

## Situation
Aksel Møllers Have est desservie par la ligne 3 du métro de Copenhague. Cette station souterraine se trouve entre Frederiksberg et Nuuks Plads.

## Histoire
La station Aksel Møllers Have a ouvert au public le 29 septembre 2019 à l'occasion de la mise en service de la ligne 3 du métro de Copenhague.